# Sokowninka (Kursk)
Sokowninka (russisch Соковнинка) ist eine Siedlung (an der Weiche) in der Oblast Kursk in Russland. Sie gehört zum Rajon Konyschowka und zur Landgemeinde (selskoje posselenije) Naumowski selsowjet.

## Geographie
Der Ort liegt gut 67 km Luftlinie nordwestlich des Oblastverwaltungszentrums Kursk im südwestlichen Teil der Mittelrussischen Platte, 10 km nordwestlich des Rajonverwaltungszentrums Konyschowka, 7,5 km vom Sitz des Dorfsowjet – Naumowka, 60 km von der Grenze zwischen Russland und der Ukraine, 2 km von der Quelle des Flusses Tschmatscha (linker Nebenfluss der Swapa).

### Klima
Das Klima im Ort ist wie im Rest des Rajons kalt und gemäßigt. Es gibt während des Jahres eine erhebliche Niederschlagsmenge. Dfb lautet die Klassifikation des Klimas nach Köppen und Geiger.

## Bevölkerungsentwicklung
| Jahr | Einwohner |
| ---- | --------- |
| 2002 | 22        |
| 2010 | 14        |

Anmerkung: Volkszählungsdaten

## Verkehr
Sokowninka liegt 54 km von der Fernstraße föderaler Bedeutung M3 „Ukraina“ (Moskau – Kaluga – Brjansk – Grenze zur Ukraine), 41 km von der Straße M2 „Krim“ (Moskau – A142/Trosna – Grenze zur Ukraine), 29,5 km von der Straße A 142 (Trosna – M3 Ukraina), 14,5 km von der Straße regionaler Bedeutung 38K-038 (Fatesch – Dmitrijew), 5 km von der Straße 38K-005 (Konyschowka – Schigajewo – 38K-038), 19 km von der Straße 38K-003 (Dmitrijew – Berjosa – Menschikowo – Chomutowka), an der Straße interkommunaler Bedeutung 38N-467 (Maschkino – Bahnhof Sokowninka in der Nähe der gleichnamigen Siedlung – Naumowka) entfernt. Im Bereich der Siedlung befindet sich Bahnhof Sokowninka (Eisenbahnstrecke Nawlja – Lgow-Kijewskij).
Der Ort liegt 168 km vom internationalen Flughafen von Belgorod entfernt.